# Іон Емануїл Флореску
Іон Емануїл Флореску (рум. Ioan Emanoil Florescu; нар. 7 серпня 1819, Римніку-Вилча, Волощина — пом. 10 травня 1893, Бухарест, Румунське королівство) — румунський військовий та державний діяч.

## Життєпис
Іон Емануїл Флореску народився у місті Римніку-Вилча (Волощина) 7 серпня 1819 року. Військову освіту здобув в Особливій військовій школі Сен-Сір біля Парижа.
1854 року поступив на російську військову службу. Під час Кримської війни у чині полковника знаходився у корпусах Лідерса та Данненберґа, брав участь в облогових роботах під Сілістрою.
Згодом він став генералом румунської армії, членом Боярської партії, військовим міністром при князі Каролі І і з 17 квітня до 6 травня 1876 року був прем'єр-міністром Румунії. Флореску виступав за союзницькі відносини між Румунією та Російською імперією.
Напередодні російсько-турецької війни 1877—1878 років Флореску був відправлений у відставку, тому участі у бойових діях не брав.
Після війни він знову повернувся до політичної діяльності, був членом румунського сенату і головою Консервативної партії, з 2 березня до 29 грудня 1891 року займав посаду румунського прем'єр-міністра.
Помер 10 травня 1893 року в Бухаресті.